# Pararchaeidae
Die Pararchaeidae sind eine Familie der Webspinnen, die endemisch in Australien und Neuseeland vorkommt.

## Merkmale
Die Pararchaeidae sind kleine Spinnen mit einer Körperlänge von unter drei Millimetern. Ihre Körper sind braun, gelblich oder cremefarben. Die Familie wird charakterisiert durch ein verlängertes Vorderende des Prosoma an dem die verlängerten Cheliceren, von einem verfestigten Rahmen umgeben, sitzen sowie durch die entelegyne Genitalien der Weibchen. Die Beine sind relativ kurz,  die Tarsi sind deutlich länger als die Metatarsi. Die Cuticula des Carapax ist schuppig.

## Lebensweise
Die Pararchaeidae sind Waldbewohner, die sich vorwiegend in Moos, Blattresten oder in verrottendem Holz aufhalten. Manche Arten sind auch baumbewohnend. Die Eiersäcke werden unter Steinen oder Rindenstücken befestigt und sind deutlich größer als die Weibchen.

## Systematik
Der World Spider Catalog listet für die Familie Pararchaeidae aktuell 7 Gattungen und 35 Arten. Die meisten Arten kommen in Australien vor, nur drei Arten finden sich in Neuseeland. (Stand: April 2016)
- Anarchaea Rix, 2006
  - Anarchaea corticola (Hickman, 1969)
  - Anarchaea falcata Rix, 2006
  - Anarchaea raveni Rix, 2006
  - Anarchaea robusta (Rix, 2005)
- Flavarchaea Rix, 2006
  - Flavarchaea anzac Rix, 2006
  - Flavarchaea badja Rix, 2006
  - Flavarchaea barmah Rix, 2006
  - Flavarchaea hickmani (Rix, 2005)
  - Flavarchaea humboldti Rix & Harvey, 2010
  - Flavarchaea lofty Rix, 2006
  - Flavarchaea lulu (Rix, 2005)
  - Flavarchaea stirlingensis Rix, 2006
- Forstrarchaea Rix, 2006
  - Forstrarchaea rubra (Forster, 1949)
- Nanarchaea Rix, 2006
  - Nanarchaea binnaburra (Forster, 1955)
  - Nanarchaea bryophila (Hickman, 1969)
- Ozarchaea Rix, 2006
  - Ozarchaea bodalla Rix, 2006
  - Ozarchaea bondi Rix, 2006
  - Ozarchaea daviesae Rix, 2006
  - Ozarchaea forsteri Rix, 2006
  - Ozarchaea harveyi Rix, 2006
  - Ozarchaea janineae Rix, 2006
  - Ozarchaea ornata (Hickman, 1969)
  - Ozarchaea platnicki Rix, 2006
  - Ozarchaea saxicola (Hickman, 1969)
  - Ozarchaea spurgeon Rix, 2006
  - Ozarchaea stradbroke Rix, 2006
  - Ozarchaea valida Rix, 2006
  - Ozarchaea waldockae Rix, 2006
  - Ozarchaea werrikimbe Rix, 2006
  - Ozarchaea westraliensis Rix, 2006
  - Ozarchaea wiangarie Rix, 2006
- Pararchaea Forster, 1955
  - Pararchaea alba Forster, 1955
- Westrarchaea Rix, 2006
  - Westrarchaea pusilla Rix, 2006
  - Westrarchaea sinuosa Rix, 2006
  - Westrarchaea spinosa Rix, 2006